# Helmut Hillebrand
Helmut Hillebrand (* 3. August 1966 in Papenburg) ist ein deutscher Biologe und Algenkundler. Er ist Professor an der Carl von Ossietzky Universität Oldenburg und war Geschäftsführer des Instituts für die Biologie und Chemie des Meeres (ICBM).

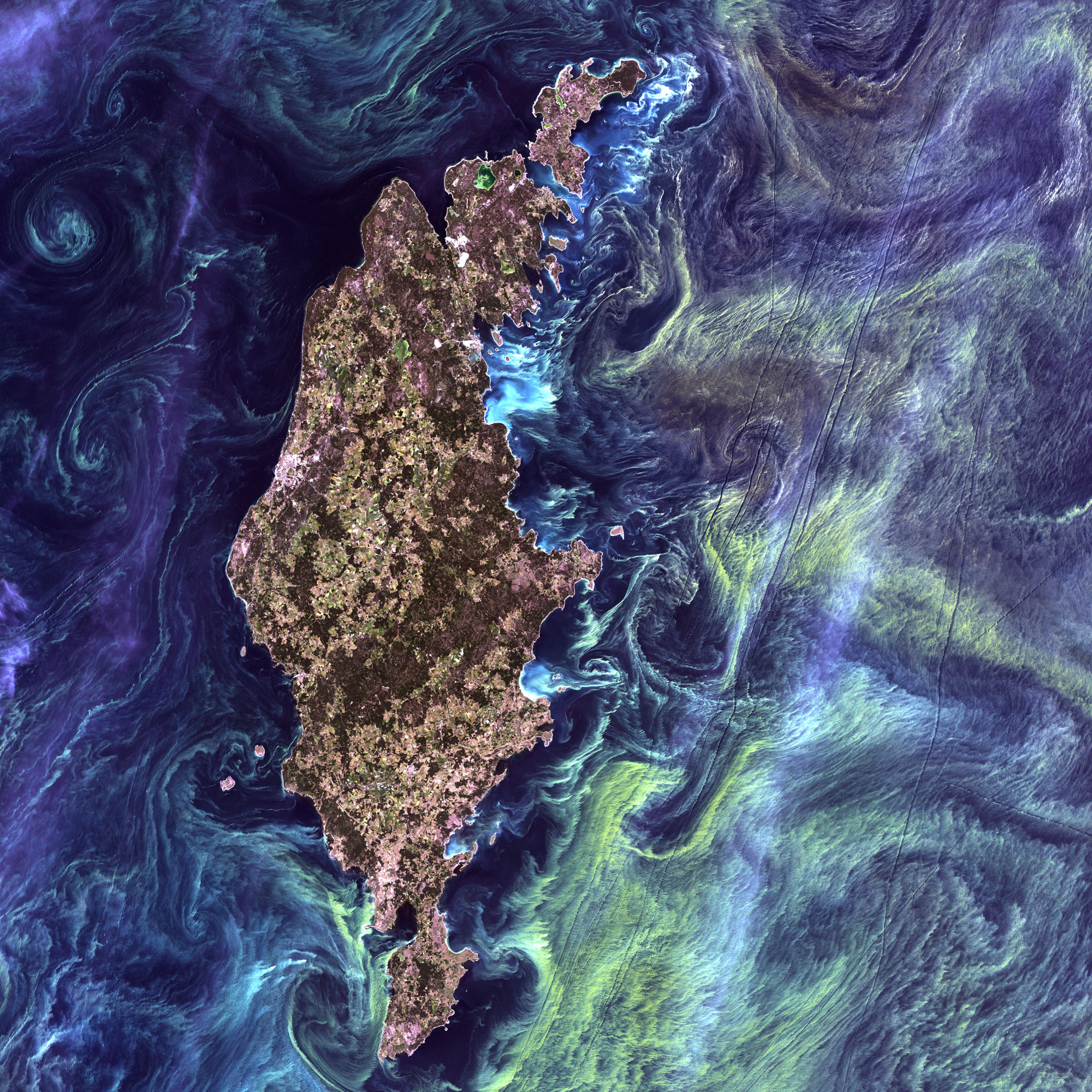
Algenblüte um Gotland (Sommer 2007). Hillebrand untersuchte im Projekt gefährliche Algenblüten innerhalb des Projektes “Recurrent Extreme Events in Spatially Extended Systems: Mechanisms of their Generation and Termination”, 2011–2014.

Hillebrand promovierte 1999 an der Universität Kiel. Danach arbeitete er als Post-Doktorand im Erkenlabor der Universität Uppsala. Im Anschluss war er Juniorprofessor an der Universität Kiel (2002–2004) und Associate Professor in der Aquatischen Ökologie (Botanisches Institut) der Universität Köln (2004–2008). 2008 wurde er Professor of Pelagic Ecology am ICBM der Carl von Ossietzky Universität Oldenburg in der Arbeitsgruppe für Planktologie.
Helmut Hillebrand war 2017 Mitbegründer des Helmholtz-Instituts für Funktionelle Marine Biodiversität Oldenburg (HIFMB) und ist seit dem dessen Direktor.
Hillebrand ist in der Redaktion der wissenschaftlichen Journale Ecology Letters (seit 2004), Ecology (seit 2005) und Marine Biodiversity.

## Publikationen (Auswahl)
- Helmut Hillebrand, B. Shurin: Biodiversity and aquatic food webs. In: Belgrano u. a.: Aquatic Food Webs: An Ecosystem Approach. Oxford Biology 2005, S. 184–197. ISBN 9780198564836.
- Helmut Hillebrand, Thorsten Blenckner: Regional impact on local diversity – from pattern to process. Oecologia 2002 132: 479–491
- Boris Worm, Heike K. Lotze, Helmut Hillebrand, Ulrich Sommer: Consumer versus resource control of species diversity and ecosystem functioning. Nature 2002 417: 848–851
- Helmut Hillebrand, Claus-Dieter Dürselen, D. Kirschtel, Tamar Zohary, Utsa Pollingher: Biovolume calculation for pelagic and benthic microalgae. Journal of Phycology 35: 403–424, 1999